# 알렉스 & 엠마
《알렉스 & 엠마》(영어: Alex & Emma)는 미국에서 제작된 롭 라이너 감독의 2003년 로맨틱 코미디 드라마 영화이다. 케이트 허드슨, 루크 윌슨 등이 출연하였고, 토드 블랙 등이 제작에 참여하였다. 표도르 도스토옙스키의 실제 사랑 이야기에 느슨하게 기초를 두었다.

## 출연
- 케이트 허드슨
- 루크 윌슨
- 소피 마르소
- 데이비드 페이머
- 롭 라이너
- 립 테일러
- 조던 런드
- 로버트 코스탠조
- 클로리스 리치먼

## 기타 제작진
- 공동 제작: 제임스 A. 홀트, 조지프 머히, 애덤 샤인먼, 트레이시 스탠리
- 배역: 제인 젱킨스, 재닛 허션슨
- 미술: 존 러레나
- 의상: 셰이 컨리프